# Косицино (Амурская область)
Коси́цино — село в Тамбовском районе Амурской области, Россия. Входит в Тамбовский сельсовет.

## География
Село Косицино стоит на правом берегу реки Гильчин (левый приток Амура), в 4 км ниже районного центра села Тамбовка. Автомобильная дорога от Тамбовки до Косицино идёт на юго-запад.
От села Косицино на юго-запад идёт дорога к сёлам Жариково и Свободка Тамбовского района, далее в Константиновский район к селу Верхний Уртуй и к районному центру Константиновка.

## Население
| 2002 | 2010 | 2012 | 2013 | 2014 | 2015 | 2016 |
| ---- | ---- | ---- | ---- | ---- | ---- | ---- |
| 728  | ↘704 | ↗718 | ↘704 | ↘685 | ↗703 | ↘697 |
| 2017 | 2018 |      |      |      |      |      |
| ↗701 | ↗703 |      |      |      |      |      |